# Superlicenca
Superlicenca je dokument, ki imenitniku omogoča sodelovanje na dirkah Formule 1 kot dirkač. Licenco izda FIA na prošnjo.
Dirkači morajo že imeti dirkaško licenco tipa A in morajo zadostiti posebnim pogojem dokumenta FIE (International Sporting Code, odstavek L). 
Ti pogoji določajo, da mora biti dirkač aktualni prvak v nižji dirkaški kategoriji, na primer Formula 3 ali GP2 (prej imenovana kot Formula 3000) ali mora konstantno dosegati dobre uvrstitve v teh serijah. Na primer dirkač, ki se petkrat uvrsti med prve tri na dirkah GP2, lahko pridobi Superlicenco. 
Prav tako lahko licenco dobijo dirkači, ki so tekmovali v serijah Champ Car ali Indy Racing League, če so se uvrstili v prvenstvu med prvih šest. To omogoča ameriškim dirkačem, da se uvrstijo v Formulo 1 brez dirkanja v nižjih serijah FIE.
V posebnih okoliščinah odstavka L lahko FIA izda Superlicenco tudi dirkaču, ki ne izpolnjuje pogojev, če na anonimnem glasovanju članov dobi dovolj glasov ter v dirkalniku Formule 1 opravi vsaj 300 kilometrov testiranj pri dirkaških hitrostih.